# توین راکس (اورگن)
توین راکس (به انگلیسی: Twin Rocks) یک منطقهٔ مسکونی در ایالات متحده آمریکا است که در شهرستان تیلاموک، اورگن واقع شده‌است. توین راکس ۴٫۸۸ متر بالاتر از سطح دریا واقع شده‌است.